# Janiodes manzanoi
Janiodes manzanoi is een vlinder uit de familie nachtpauwogen (Saturniidae), onderfamilie Cercophaninae.
De wetenschappelijke naam van de soort is voor het eerst geldig gepubliceerd door Pinas-Rubio in 2000.